# Bomolocha stygiana
Bomolocha stygiana är en fjärilsart som beskrevs av Butler 1879. Bomolocha stygiana ingår i släktet Bomolocha och familjen nattflyn. Inga underarter finns listade i Catalogue of Life.